# Ngựa Dartmoor
Ngựa Dartmoor là giống ngựa có nguồn gốc từ nước Anh, đây một trong những giống ngựa cổ xưa đã sinh sống ở vùng Dartmoor nước Anh trong nhiều thế kỷ và được sử dụng cho nhiều công việc trong những ngành nghề khác nhau. Do điều kiện thời tiết cực đoan diễn ra trên vùng đồng cỏ, ngựa Dartmoor là một giống đặc biệt khỏe mạnh với khả năng chống chịu kiên cường. Giống ngựa này có màu sắc lông đa dạng.

## Tổng quan
Trong nhiều thế kỷ nó đã được sử dụng như một loài súc vật làm việc cùng với những người thợ mỏ khai thác thiếc ở địa phương và công nhân khai thác đá. Giống ngựa này đã duy trì hiện trạng trong một trạng thái bán hoang dã trên vùng Dartmoor. Mặc dù vậy, số lượng ngựa sinh sống trên đồng hoang mở đã giảm từ 5.000 cá thể ước tính vào năm 1900 xuống còn khoảng 300 con ngựa đã đăng ký ngày nay. Chỉ có khoảng 800 con ngựa được biết đến là được chăn thả đồng hoang vào mùa xuân năm 2004.
Ngựa non Dartmoor có nguồn gốc từ Anh, nhưng cũng được tìm thấy ở các nơi khác trên thế giới bao gồm Mỹ, lục địa châu Âu, New Zealand và Úc do việc du nhập. Chúng thường được sử dụng làm cơ sở nhân giống nền tảng cho các giống ngựa cưỡi của vùng địa phương nơi chúng được nhập khẩu. Giống ngựa này là một kích thước phù hợp và tính nết hiền lành phù hợp cho trẻ em, nhưng chúng cũng có khả năng chở được người lớn. Chúng được sử dụng để dùng vào việc săn bắn, cưỡi ngựa, trình diễn, thi nhảy, kéo xe cũng như cưỡi ngựa hàng ngày. Giống ngựa này được hiệp hội Dartmoor Hill Pony Association đăng ký. Tất cả ngựa được tự do chuyển vùng trên Dartmoor được sở hữu và bảo vệ bởi Dartmoor Commoners. 